# Station Sandvika
Station Sandvika is een station in Sandvika in de gemeente Bærum in Noorwegen. Het station ligt aan Drammenbanen en Askerbanen. Daarnaast wordt Sandvika ook aangedaan door Flytoget.